# Ron Dennis
Ron Dennis, CBE, född 1 juni 1947 i Woking i England, är styrelseordförande, VD och 30 procent ägare av McLaren Group.
Dennis var även stallchef i formel 1-stallet McLaren, som han köpte 1981 och därefter lett till många framgångar. Han är dock mindre populär utanför McLaren, där många F1-stall anklagar honom för att förstöra deras tekniska lösningar genom att lobba för att få dem förbjudna, vilket Dennis förnekar. Han har också hamnat i blåsväder med anklagelser om att McLaren använt ritningar ifrån Ferrari. Stallet straffades med $100 miljoner i böter och blev av med konstruktörspoängen, medan Dennis riskerade åtal civilt i Italien.
Den 1 mars 2009 överlämnade Dennis stallchefsjobbet till Martin Whitmarsh, men behöll chefsposten inom McLaren Group.